# Distrito de La Peca
El distrito de La Peca es uno de los seis distritos que conforman la provincia de Bagua, ubicada en el departamento de Amazonas en el Norte del Perú. Limita por el Norte y por el Este con el distrito de Aramango; por el Sureste con el distrito de Copallín y; por el sudoeste con la provincia de Utcubamba. Además en su interior está enclavado el pequeño distrito de El Parco.
Desde el punto de vista jerárquico de la Iglesia católica forma parte de la diócesis de Chachapoyas.

## Historia
Aproximadamente en los años 1530 estos territorios pertenecían hasta Jaén de Bracamoros. La Peca y Bagua era uno solo, no había distinción de jerarquía, porque era un solo territorio que abarcaba hasta Jaén. A los habitantes de La Peca que existía en aquel entonces se les denominó como los indios de las Lomas, nombre con el cual se les conoció hasta la llegada de los españoles quienes se les pusieron el nombre de Santiago de Lomas,  pueblo antiguo que está ubicado a 4 km del río Marañón, donde actualmente es el caserío Mel.
Aproximadamente en los años de 1700, estos pobladores de Santiago de Lomas sufren un caos psicosocial por la aparición de unos seres desconocidos que daban muerte a los niños recién nacidos y por temor a estos, los pobladores del lugar de Santiago de Lomas,  se desplazaron hacia la parte Sur, buscando un lugar donde tener mejor bienestar, llegando a formar parte de un espacio denominado Zapalloloma, que está ubicado al otro lado de la quebrada Atunmayo, luego después de un poco tiempo pasan a establecerse en este lugar al cual le denominaron Los Pecas, por cuanto a los recién llegados para habitar les salía manchas en la cara como puntitos a consecuencia de la picadura de los mosquitos que había en abundancia; desde entonces a este territorio lo consideraron como Comunidad indígena de los Pecas.
Es así que en los inicios de los años 1850 va a protagonizar una serie de cambios adscritos dentro de un nuevo régimen de economía mercantil, alimentados por una secuencia paulatina de migraciones que han dado acceso a la ampliación de áreas de cultivo y crianza de animales domésticos.
Un 5 de febrero de 1861 cuando era Presidente de la República el Mariscal don Ramón Castilla y Marquesado, este territorio de los Pecas es cambiado por el nombre de La Peca que pertenecía como distrito a la Provincia de Luya, por cuanto Bagua existía solamente como centro poblado hasta el 1 de septiembre de 1941, en la que Bagua asciende a ser provincia políticamente después de la guerra del Perú con Ecuador, tomando a La Peca como capital de Distrito, dado que Bagua jerárquicamente tenía que haber sido Distrito, sin embargo por los problemas de conflicto y por estar ubicado en territorio de frontera fue ascendido políticamente a provincia; es así que desde esta fecha 01/09/1941, La Peca llega a integrarse a la Provincia de Bagua como capital de Distrito de Bagua.
La Peca se encuentra ubicada dentro de la Comunidad Campesina del mismo nombre que en su época inicial a este territorio estaba considerado como Comunidad indígena, luego desde el año 1,969 con la llegada del Gobierno Militar el General EP. Juan Velasco Alvarado a este territorio se llega a denominar Comunidad Campesina de La Peca, cuyo territorio está conformado por habitantes en su mayoría migratorios del departamento de Cajamarca, quienes llegaron buscando un mejor porvenir, unos a la agricultura y otros al comercio; con mayor frecuencia los agricultores se dedicaron al cultivo de café, cacao, plátanos,  árboles frutales,  crianza de ganado vacuno,  y otros,  un porcentaje se dedicaron al comercio.
El 22 de septiembre de 2006 con la Ley Nº28884 precisa que la capital del Distrito de La Peca es el Pueblo de La Peca, como Presidente del Perú Alan García Pérez.
El 25 de abril de 2008 con la Ley Nº29218 se realiza la demarcación y organización territorial entre los distritos de Bagua y El Parco.

## Geografía
Abarca una extensión de 291,39 km² y una población de más de 6 260 hab. Su capital es la localidad de La Peca.

## Centros poblados
Existen 11 caserios entre los más importantes: Casual a 402 m s. n. m. con 282 habitantes; Espital a 904 m s. n. m. con 452 habitantes; Guadalupe a 384 m s. n. m. con 301 habitantes; Naranjos a 922 smnm con 226 habitantes, Peca Palacios a 484 m s. n. m. con 549 habitantes y Tomaque a 470 m s. n. m. con 406 habitantes.

## Turismo
- Caverna de Churuyacu: está cueva se ubicada a una hora del distrito de La Peca, entre invernas y sembríos de café. Su ingreso es accidentado, su interior con grandes y estrechos pasajes, gran cantidad de estalactitas y estalacmitas.

- Cañón El Arenal: hermoso corte natural de la cordillera realizada por la quebrada La Peca.

- Sitio arqueológico de Casual: Casual es un Caserío de paso en la carretera Bagua-Imaza, a 12 km de la ciudad de Bagua, a una altitud de 398 m s. n. m. Es un sitio arqueológico de la cultura Bagua, donde se observa una pirámide trunca de tierra y piedras con murales con pinturas de color ocre. Además son importantes los hallazgos de cerámicas y las urnas funerarias. 5°34.844′S 78°33.530′O / -5.580733, -78.558833

- Sitio arqueológico de Llactan: Ubicado en un cerro empinado de difícil acceso a 1063 m s. n. m., a simple vista se ve una pared cubierta de arbustos. Pudo haber sido un lugar de vigilancia ya que desde allí se tien una vista de todo el valle de Huarangopampa.

- Sitio arqueológico de Los Peroles: Ubicado a orillas del río Utcubamba, cerca al cementerio de la ciudad de Bagua, pertenece a la cultura Bagua, abarca aproximadamente 15 ha. Se han hecho diversos hallazgos de piezas de cerámica y urnas funerarias. Actualmente existe un proyecto de puesta en valor. 5°38′40.9″S 78°33′4.9″O / -5.644694, -78.551361

- Árbol de la quina: Árbol conocido por los lugareños como Cascarilla, es muy abundante en la zona que este importante árbol que está presente en el Escudo del Perú.

## Autoridades

### Municipales
- 2023 - 2026[3]
  - Alcalde: David Céspedes Correa, de Movimiento Regional Victoria Amazonense.

## Festividades
- Junio: San Juan.
- Agosto: Fiesta del Patrono San Felipe Santiago